# Euphyia arida
Euphyia arida är en fjärilsart som beskrevs av Butler 1879. Euphyia arida ingår i släktet Euphyia och familjen mätare. Inga underarter finns listade i Catalogue of Life.